# Apologies Are for the Weak
Apologies Are for the Weak es el primer álbum de estudio de la banda estadounidense de metalcore Miss May I. Fue lanzado el  23 de junio de 2009 a través del sello discográfico Rise Records. Este fue el único con el bajista y vocalista Josh Gillespie. El álbum alcanzó el puesto 29 en Top Heatseekers de Billboard y el número 66 en Top Independent Albums. La canción "Forgive and Forget" aparece en la banda sonora de Saw VI.
Para celebrar el 15.° aniversario del álbum, la banda lanzó una versión regrabada del álbum completo el 23 de agosto de 2024 con apariciones de artistas notables como Bleeding Through, After the Burial, August Burns Red, Carnifex, The Word Alive, Our Last Night, Silent Planet, Currents, Impending Doom y Fit for a King.

## Lista de canciones
Todas las letras escritas por Levi Benton, toda la música compuesta por Miss May I, excepto lo que se indique. 
| N.º | Título                       | Duración |  |
| 1.  | «A Dance with Aera Cura»     | 3:19     |  |
| 2.  | «Architect»                  | 4:07     |  |
| 3.  | «Not Our Tomorrow»           | 3:12     |  |
| 4.  | «Arms of the Messiah»        | 3:15     |  |
| 5.  | «Apologies Are for the Weak» | 3:12     |  |
| 6.  | «Harlots Breath»             | 3:56     |  |
| 7.  | «Tides»                      | 3:18     |  |
| 8.  | «Blessing with a Curse»      | 3:04     |  |
| 9.  | «Porcelain Wings»            | 3:20     |  |
| 10. | «Forgive and Forget»         | 3:32     |  |

| 15th Anniversary Edition |                                                                                     |          |  |
| N.º                      | Título                                                                              | Duración |  |
| 1.                       | «A Dance with Aera Cura» (con Garrett Russell de Silent Planet)                     | 3:20     |  |
| 2.                       | «Architect» (con Brian Wille de Currents)                                           | 4:06     |  |
| 3.                       | «Not Our Tomorrow» (con Brandan Schieppati de Bleeding Through)                     | 3:09     |  |
| 4.                       | «Arms of the Messiah» (con Scott Lewis de Carnifex)                                 | 3:21     |  |
| 5.                       | «Apologies Are for the Weak» (con Anthony Notarmaso de After the Burial)            | 3:11     |  |
| 6.                       | «Harlot's Breath» (con Brook Reeves de Impending Doom)                              | 3:55     |  |
| 7.                       | «Tides» (con Jake Luhrs de August Burns Red)                                        | 3:18     |  |
| 8.                       | «Blessing with a Curse» (con Trevor Wentworth de Our Last Night)                    | 3:03     |  |
| 9.                       | «Porcelain Wings» (con Tyler "Telle" Smith de The Word Alive)                       | 3:22     |  |
| 10.                      | «Forgive and Forget» (featuring Ryan "Tuck" O'Leary y Ryan Kirby de Fit for a King) | 3:35     |  |

## Personal
Miss May I
- Levi Benton – voz principal, letras
- Josh Gillespie – bajo, voz aguda
- B.J. Stead – guitarra principal
- Justin Aufdemkampe – guitarra rítmica
- Jerod Boyd – batería
- Ryan Neff – bajo, voz limpia (Edición del 15.º Aniversario)
- Elisha Mullins – guitarra principal y rítmica (Edición del 15.º Aniversario)